# مؤتمر الأمم المتحدة للتغير المناخي 2010
انعقد مؤتمر الأمم المتحدة لتغير المناخ لعام 2010 في كانكون في دولة المكسيك، في الفترة من 29 نوفمبر إلى 10 ديسمبر 2010. يشار إلى المؤتمر رسميًا باسم الدورة السادسة عشرة لمؤتمر الأطراف (COP 16) لاتفاقية الأمم المتحدة الإطارية بشأن تغير المناخ التي يرمز لها (UNFCCC) والدورة السادسة لمؤتمر الأطراف العامل بوصفه اجتماع الأطراف (CMP 6) لبروتوكول كيوتو. بالإضافة إلى ذلك، عقدت الهيئتان الفرعيتان الدائمتان لاتفاقية الأمم المتحدة الإطارية بشأن تغير المناخ - الهيئة الفرعية للمشورة العلمية والتكنولوجية (SBSTA) والهيئة الفرعية للتنفيذ (SBI) - دورتيهما الثالثة والثلاثين. مدد مؤتمر الأمم المتحدة المعني بتغير المناخ لعام 2009 ولايتي الهيئتين الفرعيتين المؤقتتين، الفريق العامل المخصص المعني بالالتزامات الإضافية للأطراف المدرجة في المرفق الأول بموجب بروتوكول كيوتو (الفريق العامل المخصص) والفريق العامل المخصص المعني بالعمل التعاوني الطويل الأجل بموجب الاتفاقية (AWG-LCA)، واجتمعا أيضًا.

## خلفية
في أعقاب اتفاقية كوبنهاغن غير الملزمة التي تم وضعها في عام 2009، تراجعت التوقعات الدولية لمؤتمر COP16. وعُقدت أربع جولات تحضيرية للمفاوضات (أي جلسات فريق الالتزامات الإضافية وفريق العمل التعاوني) خلال عام 2010. وكانت الجولات الثلاث الأولى من هذه الجولات في بون، ألمانيا، من 9 إلى 11 أبريل، من 1 إلى 11 يونيو (بالاقتران مع الدورة الثانية والثلاثون للهيئة الفرعية للمشورة العلمية والتكنولوجية والهيئة الفرعية للتنفيذ، ومن 2 إلى 6 أغسطس. تم الإبلاغ عن أن محادثات بون انتهت بالفشل. حققت الجولة الرابعة من المحادثات في تيانجين بالصين تقدمًا ضئيلًا وتميزت بصدام بين الولايات المتحدة والصين. تم اعتماد إعلان أمبو في مؤتمر تغير المناخ في تاراوا في 10 نوفمبر 2010 من قبل أستراليا والبرازيل والصين وكوبا وفيجي واليابان وكيريباتي وجزر المالديف وجزر مارشال ونيوزيلندا وجزر سليمان وتونغا. وهو يدعو إلى اتخاذ إجراءات أكثر وفورية، وكان من المقرر تقديمه في الدورة السادسة عشرة لمؤتمر الأطراف.

## التوقعات والمخرجات
في أغسطس 2010، صرح بان كي مون أنه يشك في ما إذا كانت الدول الأعضاء ستتوصل إلى «اتفاق شامل ومتفق عليه عالميًا»، مشيرًا بدلاً من ذلك إلى أن خطوات إضافية قد تأتي.
وبعد محادثات تيانجين في أكتوبر، قالت كريستيانا فيغيريس، الأمينة التنفيذية لاتفاقية الأمم المتحدة الإطارية بشأن تغير المناخ (UNFCCC)، «لقد قربنا هذا الأسبوع من مجموعة منظمة من القرارات التي يمكن الاتفاق عليها في كانكون... أعظم تحول اجتماعي واقتصادي شهده العالم على الإطلاق».
وتحدث معلقون آخرون عن الروح الإيجابية للتفاوض وعن تمهيد الطريق للاتفاق في كانكون.